# Reforma managementu veřejných financí ve Slovenské republice
Daňová reforma na Slovensku na Slovensku měla přispět ke zlepšení veřejných financi, ale její průběh zpomalovala řada problémů a její nepřijetí v profesionálních sférách. Důvodem k reformě veřejných financí byl nezměněný stav deficitu po více než 10 let, ale i jiné důvody např. Snaha vstupu do eurozóny a tedy splnění maastrichtských kritérií, proto se slovenská vláda rozhodla v roce 2002 k vypracování koncepce reformy veřejných financí (třeba poznamenat, že i Česká republika provedla kroky k reformě).
Slovensko se zaměřuje na třetí podmínku úspěšné fiskální konsolidace a fiskální politiky, kterou doporučuje OECD. Program OECD PUMA definuje 3 hlavní podmínky pro úspěšné reformy veřejných financí:
1. solidní celkový výkon ekonomiky;
2. politický závazek k fiskální disciplíně;
3. řádné institucionální opatření pro tvorbu rozpočtu.

Na základě výsledků programu PUMA. lze dosáhnout úspěšných fiskálních výsledků, pouze pokud jsou splněny všechny tři podmínky.

## Důvody reformy veřejných financí
Hlavním důvodem vytvoření reformy bylo ukončení částečných reforem veřejné správy. Další problémy, tedy důvody k reformě se nacházeli v několika oblastích veřejných financí, jednalo se o daňovou reformu, důchodovou reformu, sociální reformu, reformu zdravotnictví, reformu školství, reformu veřejné správy a reformu řízení veřejných financí. Níže budou vypsané důvody reformy a reformní opatření jen z vybraných oblastí.

### Daňová reforma

#### Důvody reformy:
- Vysoké daňové a odvodové zatížení,
- velký počet daňových sazeb a jejích výše,
- nespravedlivost, duplikovanost zdaňování

#### Reformní opatření:
- Daň z příjmů právnických osob (DPPO) - sazba 19 %,
- daň z příjmů fyzických osob (DPFO) - sazba 19 %,
- zrušení a omezení osvobození, úlev, výjimek a speciálních režimů,
- zavedení vyšší odečitatelné položky na daňového poplatníka,
- odečitatelná položka na dítě nahrazená ročním bonusem,
- daň z nemovitosti - hodnotový princip,
- daň z převodu a přechodu nemovitosti - 3 %, k 1.1.2005 zrušeno,
- daň z přidané hodnoty - jedna sazba 19 %,
- spotřební daně - zvýšení sazeb ve spojení s harmonizací s legislativou EU,
- daň z darování a dědictví - zrušeno,
- daň z dividend - zrušeno.

### Důchodová reforma

#### Důvody reformy:
- Dominantní pozice povinného veřejného systému průběžně financovaného důchodového zabezpečení,
- absence dobrovolných forem důchodového spoření a pojištění a spoření,
- obavy z důsledků demografického vývoje.

#### Reformní opatření:
- 3-pilířový důchodový systém (1. průběžný a dávkovaný systém, 2. povinný kapitalizační, 3. doplňkový důchodový pojištění),
- postupné zvyšování věku odchodu do důchodu na 62 roků (muži i ženy).

### Reforma veřejné správy

#### Důvody reformy:
- Malé pravomoci samospráv (velký odstup řídící jednotky od potřeb občanů),
- nedokončený model uspořádání VS (veřejné správy),
- deformované postavení VS při podpoře ekonomického rozvoje,
- nedostačující kontrola, růst a neefektivnost výdajů,
- nízká míra vědomostí občanů o VS.

#### Reformní opatření:
- Změna územně správního uspořádání,
- decentralizace kompetencí,
- reforma místní státní správy,
- fiskální decentralizace,
- komunální reforma,
- posílení informování občanů.

### Reforma veřejných financí

#### Důvody reformy:
Ambicí bylo dosáhnout trvale udržitelný vývoj VEFI, reálnější promítnutí dopadů hospodářský a sociální politiky na vývoj VEFI, vytvoření předpokladů na plnění Maastrichtských kritérií a vytvoření moderního systémů řízení VEFI kompatibilního s krajinami EU

#### Reformní opatření:
- Zrušení 9 státních fondů,
- nový zákon o rozpočtových pravidlech,
- přechod na používání účetnictví metodikou ESA95,
- vznik Státní pokladnice a Agentury pro řízení dluhu a likvidity,
- víceroční a programové rozpočtování.

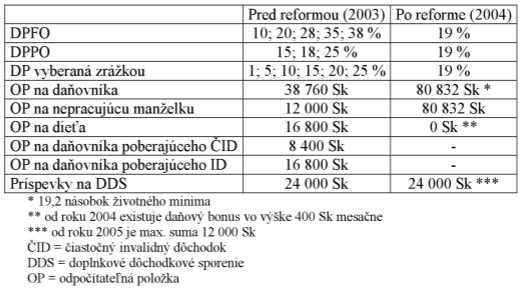
Změna sazeb z příjmů a nezdanitelných částí základu daně (roční hodnoty)

## Důchodová reforma
Důchodová reforma přinesla velikou změnu systému financování důchodů občanů Slovenska. Důvody k této reformě se dají dělit na oficiální a neoficiální/skutečné.

### Oficiální důvody

#### Neudržitelnost současného systému financování důchodů
Jedná se o důvod, na který se nejvíce odvolávali příznivci důchodové reformy. Argumenty byly takové, že se zhoršovala bilance Základního fondu důchodového zabezpečení Sociální pojišťovny, poklesem míry náhrady aj. Jako příčinu uváděli demografický vývoj obyvatelstva, růst nezaměstnanosti a vyhýbání se placení odvodů.

### Skutečné důvody

#### Ideologicko-politické důvody
Mezi nejčastěji uváděné důvody patří zásluhovost, spravedlivost, svoboda výběru a přenos kompetencí státu na jednotlivce.

#### Tlak mezinárodních finančních institucí jako jeden z hlavních "hnacích motorů" reformy
Jedná se o vliv Světové banky, jež byla jedna z nejdůležitějších aktérů v této reformě, která poskytla Slovensku půjčky, pokud splnilo určitá kritéria. Dále se jedná o Mezinárodní měnový fond, který se snažil zamezit tomu, aby náklady na reformu výrazně nezasáhli stav veřejných financí a neohrozili tím měnu.

#### Rozšiřování finančních trhů
Zajímají se o to mezinárodní finanční instituce, důvodem je především snaha prosadit zájmy zainteresovaných skupin (např. velké finanční, komerční a průmyslové společnosti), jelikož reforma veřejných důchodových systémů s přesměrováním jejich financí na kapitálové trhy může těmto stranám přinést zisk.

### Podstata důchodové reformy
Důchodový systém byl rozdělen do tzv. pilířů, které představují zdroj financování důchodu. Jsou tři pilíře z toho 1. a 2. pilíř je povinný a 3. pilíř je dobrovolný.

#### První pilíř
Jedná se o tzv. průběžný důchodový systém, který zajišťuje Sociální pojišťovna. Povinně musí platit odvody zaměstnanec, OSVČ jejíž příjem za předcházející kalendářní rok byl vyšší než 12násobek minimální mzdy na Slovensku, a dobrovolně pojištěná osoba. Patří do něj odvody na starobní pojištění, Rezervní fond solidarity a invalidní pojištění.
Pro možnost odchodu do důchody a pobírání starobního důchodu je třeba splnit dvě podmínky:
- dosáhnout nejméně zákonem stanoveného důchodového věku (muži i ženy - 62 let),
- být minimálně 10 let pojištěn v Sociální pojišťovně.

Pro možnost předčasného odchodu do důchodu je třeba také splnit dvě podmínky:
- důchod musí být vyšší než 1,2x životního minima,
- být minimálně 10 let pojištěn v Sociální pojišťovně.

#### Druhý pilíř
Také nazývaný soukromý, kapitalizační nebo spořivý pilíř. Tvořen z osobních důchodových účtů v soukromým důchodových správcovských společnostech. Část odvodů (9 % z hrubé mzdy) jde na osobní důchodový účet v DSS. 
První a druhý pilíř je propojený a to tak, že pokud nepřispívám na druhý pilíř, tak odvedu vše v první pilíři, tedy Sociální pojišťovně, pokud budu odvádět, tak se částka rozdělí mezi Sociální pojišťovnu a daný osobní důchodový účet. Přičemž osobní důchodový účet má tu výhodu, že se v něj dané peníze investují a zhodnocují.
Hlavním kritériem vstupu je věk, aby občané měli nárok na důchod z tohoto pilíře musí splnit tyto podmínky: 
- dovršení nejméně zákonem stanoveného důchodového věku,
- minimálně 10 let spořit na osobním důchodovém účtu.

Existuje také možnost odejít do předčasného důchodu, k tomu je třeba splnit podmínky:
- spořit minimálně 10 let na osobním důchodovém účtu,
- důchod z 1. pilíře musí být více než je 0,6x životního minima,
- důchod z 2. pilíře musí být více než je 0,6x životního minima.

Starobní důchod z tohoto pilíře lze pobírat jen tehdy, pokud pobírá zároveň i starobní důchod z prvního pilíře. Pobírání důchodu z druhého pilíře je možné dvěma způsoby:
- Doživotní důchod - úspory převede do životní pojišťovny se kterou se uzavře smlouva a která bude doživotně vyplácet důchod v dohodnuté výši.
- Programový výběr s doživotním důchodem - podobné doživotnímu důchodu s tím rozdílem, že úspory nepřevede všechny, ale jen jejich část do životní pojišťovny a ta bude podle dohodnuté smlouvy doživotně vyplácet důchod. Druhou část, která se nechá na osobním důchodovém účtu DSS může občan jednorázově vybrat nebo je na účtu ponechat, aby se investovali a zhodnocovali.

#### Třetí pilíř
Jde o doplňkové důchodové spoření, zahrnuje shromažďování příspěvku na doplňkové spoření od účastníků spoření a zaměstnavatelů, nakládání s majetkem v doplňkovém důchodovém fondu a vyplácení dávek doplňkového důchodového spoření.
Cílem je umožnit účastníkovi získat doplňkový důchodový příjem v důchodu a v případě skončení výkonu práce, která je zařazena na základě rozhodnutí orgánu na ochranu zdraví do kategorie 3 nebo 4 nebo po skončení výkonu práce zaměstnance, který je taneční umělec.
Z doplňkového důchodového spoření se vyplácejí 4 druhy dávek:
- Doplňkový starobní důchod - doživotní a dočasný
- Doplňkový výsluhový důchod - doživotní a dočasný
- Jednorázové vyrovnání
- Odstupné[3]

### Dopady důchodové reformy

#### Zbytečný vstup lidí do druhého pilíře
Z 2,6 mil. pojištěných osob do nového systému vstoupilo cca 1,5 mil. osob, z toho asi 25 % změnilo systém, i když se jim to nevyplatilo, kvůli příliš krátkému období.

#### Deficit veřejných financí
Samotná reforma vytvořila systematický deficit zdrojů v prvním pilíři důchodového systému, tento deficit musel být kryt výnosy z privatizace majetku ve vlastnictví státu. Podle předpovědi mohl deficit veřejného systému sociálního pojištění v roce 2010 dosáhnout až k 1 mld. EUR a deficit samotného systému starobních důchodů mohl dosáhnout 2 mld. EUR. Podle předpokladů bude mít systém sociálního pojištění nakumulovaný deficit z roku 2005 - 2010 okolo 1,3 mld. EUR.

### Přínosy a rizika důchodové reformy
| Přínosy                                                  | Rizika                                                |
| -------------------------------------------------------- | ----------------------------------------------------- |
| Zmírnění dopadů stárnutí obyvatelstva na veřejné finance | Politické riziko                                      |
| Rozvoj kapitálového trhu                                 | Riziko výkyvů na kapitálových trzích a riziko inflace |
| Diverzifikace systému - důchod ze dvou (třech) zdrojů    | Riziko managementu                                    |
| Vyšší zásluhovost                                        | Finanční negramotnost                                 |
| Vyšší míra zodpovědnosti                                 | Riziko důchodovské chudoby                            |
| Dědění                                                   | Feminizace                                            |
| Zhodnocení na kapitálových trzích                        | Administrativní náklady                               |
| Státní garance úspor                                     | Transformační náklady                                 |

Snížení politického rizika a zajištění stability by přinesl kompromis koalice a opozice, kde by bylo potřebné aby se vytvořila dohoda týkající se zvýšení efektivity systému. Problém rizika důchodcovské chudoby a feminizace by se dal vyřešit postupně zavedením speciálních dávek pro takové lidí, které by jim zabezpečili minimální důchod. Finanční negramotnost by šla řešit zvýšením informovanosti mladých lidí (např. už na středních školách), kteří nevědí v daném čase, jaké mají možnosti a že důchodový pilíře vůbec existují.

## Zavedení programového rozpočtování (programu sestavování rozpočtu)
Programové rozpočtování a jeho zavedení souvisí s efektivitou měření výkonnosti veřejného sektoru. Od roku 2005 patří do hlavních rysů rozpočtování veřejné správy:
- pokrytí státního rozpočtu, které je však rozšířeno na další subjekty veřejné správy;
- rozpočtové období trvající minimálně tři rozpočtové roky, začínající rokem, kdy je předložen návrh zákona o státním rozpočtu na následující rozpočtový rok;
- provádění programového rozpočtování dle specifické rozpočtové klasifikace pro specifickou část státního rozpočtu;
- rozpočty ostatních orgánů veřejné správy podle programové rozpočtové klasifikace.[2]

Programové rozpočtování bylo jednou z několika klíčových aktivit souvisejících se snahou o zavedení efektivní kontroly výdajů a transparentního systému výkaznictví v oblasti řízení veřejných financí. Slovensko se inspirovalo OECD, která identifikovala 7 klíčových institucionálních rysů souvisejících s účinnou kontrolou veřejných výdajů, jedná se o:
- Střednědobé (medium-term) rozpočtové rámce,
- obezřetné ekonomické předpoklady,
- techniky sestavování rozpočtu shora-dolů (top-down),
- transparentnost rozpočtu,
- uvolnění centrálních ovládání vstupů,
- zaměření na výsledky,
- moderní postupy finančního řízení

Jako tomu bylo ve slovenské reformě, je třeba se dívat na těchto 7 rozdílných prvků na sebe navazujících, jako na jednu složku.
Systém programového rozpočtování je manažerský nástroj, který poskytuje manažerům rámec pro odpovědná opatření přijatá ke zlepšení transparentního a efektivního fungování veřejného sektoru.
Od 1. září 2007 platí novela zákona č. 583/2004 Sb., o rozpočtových pravidlech územních samosprávných celků a o změně a doplnění některých zákonů, byl schválen národním parlamentem Slovenské republiky, kde je výslovně uvedeno, že systém programového rozpočtování je zaveden na všech úrovních veřejné správy od 1. ledna 2009.

## Vnímání reformy podnikatelskými subjekty a finanční správou a její zhodnocení
Finanční správa hrála klíčovou roli v zabezpečení veřejných zdrojů a její úlohou a povinností je zabezpečit veřejné zdroje co nejefektivněji z pohledu příjmů, i z pohledu provozních nákladů potřebných pro činnosti organizace.
Tato tzv. praktická reforma dostala na Slovensku název UNITAS. Vláda Slovenské republiky si stanovila na roky 2012 - 2016 dokončení reformy daňové správy prostřednictvím projekt UNITAS, který sjednotí výběr daní, cíl i jejich odvod a potlačení daňových úniků. Přínosy reformy UNITAS se očekávala ve dvou rovinách. První představovala přínosy pro plátce daní, hlavně snížení administrativní zátěže daňový a celní agendy. Druhá rovina představovala přínosy pro veřejnou správu, tam lze zmínit snížení daňových úniků za současného snížení nákladů spojených s výběrem a kontrolou daní.
Situace která v minulosti byla ve výběru daní, byla v rámci reformy důvodem implementace moderních prvků do existujícího systému. K realizace a stabilizaci komplexní daňový odvodový reformy bylo přeci jen zapotřebí souhlasu ze stran subjektů, jež jsou do toho zainteresovány - podnikatelský subjekty a pracovníci finanční správy.
Daňový systém trpí vícero problémy, mezi které patří nízký výběr DPH a politické obsazování managementu finanční správy. Samozřejmě bez problému není ani systém místních daní nebo tzv. environmentální daně.

### Analýza reformy
Byla provedena analýza slovenské situace, v otázkách daní se poukazuje na některé nebezpečné dlouhodobé negativní trendy, které potvrzují nutnost reformy finanční správy. Ve zkoumaném období, jak lze odvodit z oficiálních údajů Finanční správy Slovenské republiky, docházelo ke zvyšování průměrného nálezu na jednu daňovou kontrolu a zvyšování průměrného nálezu na jednoho kontrolora. Stoupající počet kontrol na jednoho kontrolora může působit, jako výrazný stresující faktor. Také se dá poukázat na možný úbytek daňových kontrolorů se stoupajícími požadavky na jejich výkonnost. Tento dlouhodobý trend ve finanční správě se nejeví, jako ten správný. Hlavní důvodem je spíše nízká efektivnost kontrolní činnosti. Sice z každé vykonané daňové kontroly stoupá výše průměrného nálezu, ale zároveň výše vymožených daňových nedoplatků kolísá okolo 20 % z celkového množství vyložitelných nedoplatků.

#### Výsledky analýzy
Výsledky analýzy by měli přispět k obohacení poznání reformy daňového systému ve Slovenské republice z úhlu pohledu vnímání a posuzování jejími hlavními aktéry, tj. podnikatelskými subjekty a úřady finanční správy. Samotné zpracování analýzy bylo prováděno za účelem získání zpětné vazby na reformní program UNITAS (reformu finanční správy a daňového systému) od vybraných skupin respondentů (hlavní aktéři).
Každý z respondentů popsal pár slovy tuto reformu, mezi nejpoužívanější patří: reforma finanční správy, reorganizace, jednotný výběr (daní, cel a odvodů), rovná daň, digitalizace a daňová legislativa.
Vykonaná analýza vyobrazila nízkou připravenost a nedostatečnou informovanost zainteresovaných stran (hlavně zaměstnanci úřadů finanční správy) o významu, cílech, a také o jednotlivých krocích reformního procesu. Nedostatečná informovanost pocházelo z nepředávání a "tajení" informací při přípravě reformy a nedostatečná připravenost managementu úřadů finanční správy, který dostatečně nepřipravili zaměstnanci na náročné změny, které měli nastat.

#### Zhodnocení
Daňová reforma provedená od roku 2004 zjednodušila daňový systém a jeho transparentnost. Posílila pobídky k práci, investicím a zakládání podniků. Také snížila narušení v alokaci kapitálu a v důsledku značného rozšíření základny zabránila dalším ztrátám efektivity. Zavedený daňový systém měl i řadu nedostatků, jež se časem projevily, šlo zejména o nízké daňové příjmy, nízkou úroveň dodržování daňových předpisů v důsledku slabé daňové správy a vysoké sazby příspěvků na sociální zabezpečení.